# 久留島通利
久留島 通利（くるしま みちとし、1943年〈昭和18年〉9月7日 - ）は東京都出身の実業家。豊後森藩久留島家第15代当主。東京都八王子市在住。

## 概要
久留島家14代当主・久留島健三郎の長男として東京都で生まれた。戦後改革や小学校入学前の1949年に父の健三郎が脳出血で急逝し、生活が困窮する。母の房枝も内職などで通利ら4人の子供たちを育てたという。通利も小学生の頃から納豆売りや新聞配達で家計を支えた。
中学校卒業後は電話機メーカーの部品工場で勤務しながら定時制の都立高校を卒業した。
夜間の中央大学経済学部を中退後は群馬県館林市の老舗醤油業の正田醤油に入社。営業部次長などを歴任し、退社。関連会社でレストランを経営している、ジョイフルパークの社長を2007年から5年務めた。また館林市の地域振興にも力を入れ、「麺―1グランプリin館林」を企画し、実行委員長として一大イベントに育てた。

## 親族
児童文学者の久留島武彦は遠縁の親戚に当たる。